# Добре (селище, Баштанський район)
Добре — селище в Україні, у Березнегуватській селищній громаді Баштанського району Миколаївської області. Населення становить 73 особи.

## Історія
Селище засновано у 1878 році. Тоді мало назву Селище Добре. Свою нинішню назву отримало у 1960 році.